# Xanthorhoe rectantemediana
Xanthorhoe rectantemediana là một loài bướm đêm trong họ Geometridae.